# Ausgleichsdialekt
Unter Ausgleichsdialekt wird eine Dialektform verstanden, die sich meistens in Gebieten gebildet hat, in denen Sprecher verschiedener Dialekte aufeinandertrafen; oft in Kolonialgebieten. Pennsylvania Dutch ist eigentlich ein Ausgleichsdialekt, bei dem sich vor allem vorderpfälzische Elemente durchgesetzt haben. Ein anderes Beispiel sind Ausgleichsdialekte auf nordindischer Basis, die in Kolonialgebieten entstanden sind, in denen die Sprecher verschiedener indischer Dialekte aufeinandertrafen. Das Ergebnis ähnelt meistens mehr oder minder dem Hindi (z. B. in Suriname oder auf Mauritius). Selbst Neuhochdeutsch war ursprünglich ein nur geschriebener Ausgleichsdialekt.